# Liste der Naturdenkmale in Nachrodt-Wiblingwerde
Die Liste der Naturdenkmale in Nachrodt-Wiblingwerde enthält die Naturdenkmale in Nachrodt-Wiblingwerde im Märkischen Kreis in Nordrhein-Westfalen.

## Naturdenkmale
| Bild           | Bezeichnung               | Ortsteil       | Lage                                                                         | Bemerkung | Unter Schutz gestellt seit | Nummer                  |
| -------------- | ------------------------- | -------------- | ---------------------------------------------------------------------------- | --- | -------------------------- | ----------------------- |
|                | Hülsenbusch (mehrstämmig) | Wiblingwerde   | Alte Heide (51° 18′ 43,2″ N, 7° 36′ 46,8″ O) (51° 18′ 41,9″ N, 7° 36′ 46″ O) | Landschaftsprägende Gehölzgruppe mit einem geschätzten Alter von 90 Jahren (2020).                                                | 1964                       | ND 286/14               |
|                | 1 Eiche                   | Finkingsen     | Ostsüdöstlich des Hofes Finkingsen 1 (51° 19′ 39,8″ N, 7° 38′ 59,5″ O)       | Landschaftsprägender Einzelbaum mit einem geschätzten Alter von 260 Jahren (2020). Im Volksmund wird der Baum Hexeneiche genannt. | 1964                       | ND 281/7 (NaWi 281/007) |
|                | 1 Eiche                   | Oberfinkingsen | Südsüdöstlich des Hofes Finkingsen 1 (51° 19′ 37,3″ N, 7° 38′ 56,9″ O)       | Landschaftsprägender Einzelbaum mit einem geschätzten Alter von 170 Jahren (2020).                                                | 1964                       | ND 282/8 (NaWi 282/008) |
| weitere Bilder | 1 Linde                   | Rennerde       | Zwischen den Gebäuden Rennerde 3/5 (51° 19′ 32″ N, 7° 37′ 21,6″ O)           | Prägender Ortsbaum mit einem geschätzten Alter von 210 Jahren (2020).                                                             | 1964                       | NaWi289/017             |